# 대만 연극
대만 연극은 청나라 때 시작돼 남관극이 18세기까지 대표주자로 있다가 북관극으로 대체됐다. 일제시대 초기에는 신파 정극과 대만 정극을 도입하여 비전통적인 희곡/신극 형식의 선구자로 삼았다. 남북관극 외에도 다른 연극 형식으로는 대인극, 차모극, 자자작극, 자제극, 차고극, 피원극, 꼭두각시극, 그리고 가자희, 하카대희(客家大劇), 신곡(新劇), 포대희(布袋劇) 등 신흥 극이 있다.

## 경극
지리적으로 중국과 인접하고 있는 특성 등으로 대만의 문화는 다분히 중국적인 양상을 띠고 있다. 대만 연극의 주류, 연극으로서의 주체성을 지니는 것은 중국 연극, 특히 경극이다. 여기서 흥미 있는 점은, 중국 대륙은 공산당 치하의 경극이 정변으로 인한 개혁으로 그 전통이 단절된 채 새로운 양상을 띠기 시작하여 지난날의 모습을 상실하고 있음에 비해, 이와는 대조적으로 그런대로 경극의 모체를 온존하고 있다는 것이다. 말하자면 한곳으로 밀려나온 현상이라는 일반 문화의 흥망법칙이 대만에서의 경극에도 해당된다고 하겠다.

## 고전극
대만 연극에는 경극과는 별도로
1. 배우가 연기하는 연극
2. 인형에 의한 연극

등의 두 종류가 있다.

### 배우가 연기하는 연극
어른의 것과 어린이의 것 등이 있다.
어른이 연기하는 것에는
1. 경극, 사평(四評), 난탄(亂彈), 구깁(九甲) 등이 있고, 이것을 또한 대희(大戱), 정희(整戱), 또는 노희(老戱)라고 부른다.
2. 직접 또는 간접으로 중국 대륙의 영향을 받으면서도 타이완의 풍토에서 성장한 예능에 백수희(白守戱), 채다희(採茶戱), 차고희(車鼓戱), 가자희(歌仔戱), 문화희(文化戱), 거기에 신극(新劇)이 있다.

아이들이 연기하는 것에는,
1. 칠각자(七脚仔, 南管·泉州語)와
2. 당자반(唐子班, 南管·福建語)이 있다.

다만 칠각자는 남자에 의한 극단이며 당자반은 매모희(媒某戱)라고 하는 소녀극단이다.
상연 종목은 대희·노희 등 어른의 극단이 <삼국지>에서 취재한 <천수관(天水關)>이라든가 <황학루(黃鶴樓)> 같은 무협물이 많으며, 관객도 대희는 주로 어른이며 칠각자와 당자반은 주로 <삼선영대(三仙英臺)>라든가 <소군초번(昭君初蕃)> 등의 문희물(文戱物)로 관객도 상류가정의 부녀자가 많다.

### 인형에 의한 연극
인형에 의한 연극에는,
1. 포대희(布袋戱：南管·泉州語) : 장중반(掌中班), 장중희(掌中戱)라고도 한다. 상연 각본은 <서유기(西遊記)> 등의 무협물을 위주로 한다.
2. 괴뢰희(傀儡戱：南管·泉州語) : 괴뢰희는 가례희(加禮戱)라고도 하여 인형은 포대희보다 크고 네 줄의 실로 조정한다. 이러한 인형극은 흥행으로서 공연하는 것이 아니라 제례나 사묘(寺廟)의 행사, 혹은 관혼상제나 집의 신축, 액땜, 굿풀이 등의 행사가 있을 때 초대받아 출연한다. 가례희라는 명칭도 이러한 의례나 제사를 위한 구실에서 유래된 것으로 인형극의 원시적 형태로서의 사적 및 본질적 의의가 깊다 하겠다.
3. 피희(皮戱：潮樂·潮州語) : 피희는 중국의 영희(影戱) 또는 자바의 와양과 같은 계열의 영회인형극(影繪人形劇)으로, 인형은 쇠가죽에 채색을 했다. 북경 근방의 인형이 양가죽임에 대하여 쇠가죽을 사용한다는 점은 남방이라는 지리적 관계 때문인 것으로 여겨진다. 고사 족(高砂族) 사이에서는 오래전부터 있었다고 전해지며 이는 아시아 전역에 걸친 영희인형극의 계보로 미루어 보아 귀중한 존재라고 하겠다.

## 음악·가요
대만의 음악이나 가요도 토착민인 고사족이 지니는 고유한 것(口琴：弓琴의 반주와 가요)은 차치하고, 오랜 역사가 흐르는 사이에 중국의 영향을 받고 성악(聖樂) 등의 초래와 그 토착화에 의해서, 예컨대 민요는 중국의 남곡(南曲)이나 북곡(北曲) 가운데의 1소절이 대중화하여 노작가(勞作歌)가 되거나 대만식의 산가(山歌：民謠)가 되었다. 특히 대만은 차(茶)의 산지인 신주(新竹) 지방을 중심으로 다가(茶歌)가 생겨났으며 이것이 전역에 걸쳐 유포되었다. 또한 차밭에서 젊은 남녀가 대화식으로 부르는 상포(相褒)는 일종의 만담 같은 형태를 이루었으며 이것이 곧 채다희(採茶戱)·차고희(車鼓戱)·가자희(歌仔戱)가 되어 역시 온 섬에 번졌다.

## 현대 연극
오늘날 대만의 현대극으로는 중국전통극의 대표격인 경극과 대만 고유의 백자희(白字戱)·채다희(採茶戱)·차고희(車鼓戱)·가자희(歌仔戱) 등 그들 고유의 토희(土戱：지방극)와 아동극으로는 소년 중심의 7각자(七脚仔)와 소녀 중심의 당자반(唐子班) 등이 있다.
대인들의 극단인 대희(大戱)와 노희(老戱)에서는 <삼국지(三國志)> 등에서 취재한 <천수관(天水關)> <황학루(黃鶴樓)> 등 무협극이 아직도 환영을 받고 있다. 또 소년소녀들의 극단에서는 문예희(文藝戱)인 <삼백영대(三伯英臺)> <소군초번(昭君初蕃)> 등이 연출되고, 이 밖에도 소위 문화희(文化戱)로 불리는 구미 각국의 신극이 그들의 현대극에서 자주 상연되고 있다.